# Gornja Briska
Gornja Briska (cyr. Горња Бриска) – wieś w Czarnogórze, w gminie Bar. W 2011 roku liczyła 22 mieszkańców.